# Elymana emeljanovi
Elymana emeljanovi är en insektsart som beskrevs av Irena Dworakowska 1968. Elymana emeljanovi ingår i släktet Elymana och familjen dvärgstritar. Inga underarter finns listade i Catalogue of Life.